# Festungshaft
Festungshaft (em inglês: fortress confinement; em latim: custodia honesta) foi uma sentença de custódia privilegiada na Alemanha do século XVI até 1970. Também existiu em alguns territórios e estados vizinhos.

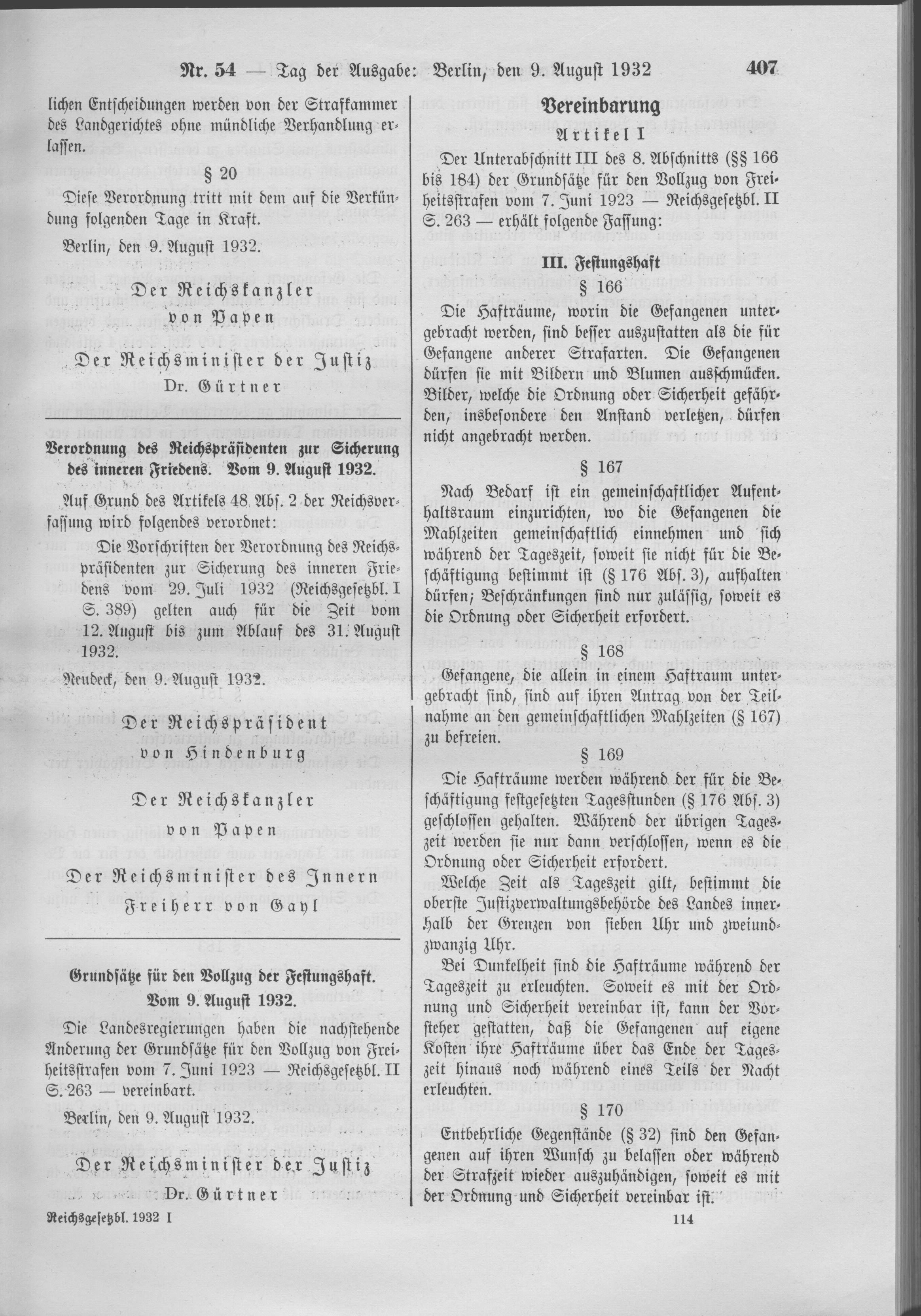
As regras de 1932 para Festungshaft (em RGBl. 1932 I p. 407)

Era uma sentença que geralmente não era vista como conferindo desonra, concedia ao condenado liberdades de grande alcance e não acarretava obrigação de trabalho penal.

## História

### Início da história
O conceito de Festungshaft começou a se desenvolver durante o século XVI na justiça militar e na justiça criminal alemãs. Baseava-se na ideia do ius commune de que a punição de um infrator deveria diferir com base em sua posição na hierarquia social; o raciocínio era que aplicar a mesma sentença seria mais severo para uma pessoa nobre do que para um plebeu. A origem exata do conceito de Festungshaft não é, contudo, conhecida. O estudioso alemão Thomas Krause argumenta que uma conexão militar parece provável, pois muitos prisioneiros em confinamento de fortaleza eram oficiais militares.
Como um tipo separado de pena de custódia, só era conhecido em alguns territórios do Sacro Império Romano-Germânico (por exemplo, no Reino da Prússia e no Eleitorado da Saxônia), enquanto em outros territórios apenas o monarca poderia impor esse tipo privilegiado de sentença.

### Império Alemão
Com o fim dos privilégios formais da nobreza na justiça criminal, o confinamento de fortaleza deixou de ser uma sentença para a nobreza e outras pessoas de alta posição social no Império Alemão (1871–1945), passando a ser usado principalmente como pena para quem participasse de duelos e crimes de natureza política, que não eram vistos como desonrosos em geral. Para duelos, o confinamento de fortaleza era o único tipo de pena de custódia possível (seções 201–210 do Reichsstrafgesetzbuch [Código Criminal do Reich]). Em 1913, por exemplo, 155 pessoas foram sentenciadas a confinamento de fortaleza, das quais 154 foram sentenciadas por participação em um duelo, enquanto uma foi condenada por crime político. Em 1924 – após o fim da Primeira Guerra Mundial – 362 pessoas foram sentenciadas a confinamento de fortaleza; destas, 51 receberam a sentença por duelar, enquanto o restante foi condenado por crimes com algum elemento político.O Reichsstrafgesetzbuch de 1871, o código criminal do Império Alemão, estabelecia as regras básicas para o confinamento de fortaleza em sua seção 17:

Die Festungshaft ist eine lebenslängliche oder eine zeitige. Der Höchstbetrag der zeitigen Festungshaft ist funfzehn Jahre, ihr Mindestbetrag ein Tag. Wo das Gesetz die Festungshaft nicht ausdrücklich als eine lebenslängliche androht, ist dieselbe eine zeitige. Die Strafe der Festungshaft besteht in Freiheitsentziehung mit Beaufsichtigung der Beschäftigung und Lebensweise der Gefangenen; sie wird in Festungen oder in anderen dazu bestimmten Räumen vollzogen.

A prisão em fortaleza é ou perpétua ou temporária. O prazo máximo da prisão em fortaleza temporária é de quinze anos, o prazo mínimo é de um dia. Quando a lei não prevê expressamente prisão em fortaleza como perpétua, ela é temporária. A pena de prisão em fortaleza consiste na privação de liberdade com supervisão das ocupações e do modo de vida dos presos; é executada em fortificações ou em outros locais designados para esse fim.
No Reichsstrafgesetzbuch, Festungshaft era, na prática, o tipo mais brando de pena de custódia, sendo as outras – em ordem decrescente de severidade –  de (pena de correção), Gefängnißstrafe (pena de prisão) e Haft (custódia). Se Festungshaft fosse a pena de custódia aplicada, o condenado não perdia seus direitos civis de honra.
As regras mais detalhadas para o confinamento de fortaleza estavam contidas nas seções 166–184 dos Grundsätze über den Vollzug von Freiheitsstrafen (Princípios sobre a Execução de Penas de Prisão) de 7 de junho de 1923. Sob essas regras liberais, promulgadas na época da República de Weimar (1918–1933), alguns territórios alemães (por exemplo, Prússia, Saxônia e Hamburgo) permitiam que seus prisioneiros em confinamento de fortaleza visitassem livremente a cidade e pessoas fora da prisão sem supervisão. Outros privilégios incluíam não serem revistados ao iniciar a pena, poderem beber cerveja e vinho e receber visitas em suas celas. Os prisioneiros não eram obrigados a usar uniformes prisionais no confinamento de fortaleza.
As regras liberais de 1923 foram revisadas em 1932, quando os novos Grundsätze für den Vollzug der Festungshaft (Princípios para a Execução do Confinamento de Fortaleza) de 9 de agosto de 1932 foram publicados no Reichsgesetzblatt (Reich Law Gazette). Essas regras reduziram algumas das liberdades de que gozavam os prisioneiros em confinamento de fortaleza.

### República Federal da Alemanha
Após o fim da Segunda Guerra Mundial, o confinamento de fortaleza foi renomeado para Einschließung (confinamento) em outubro de 1953 e abolido completamente em abril de 1970.

## Prisioneiros notáveis porFestungshaft

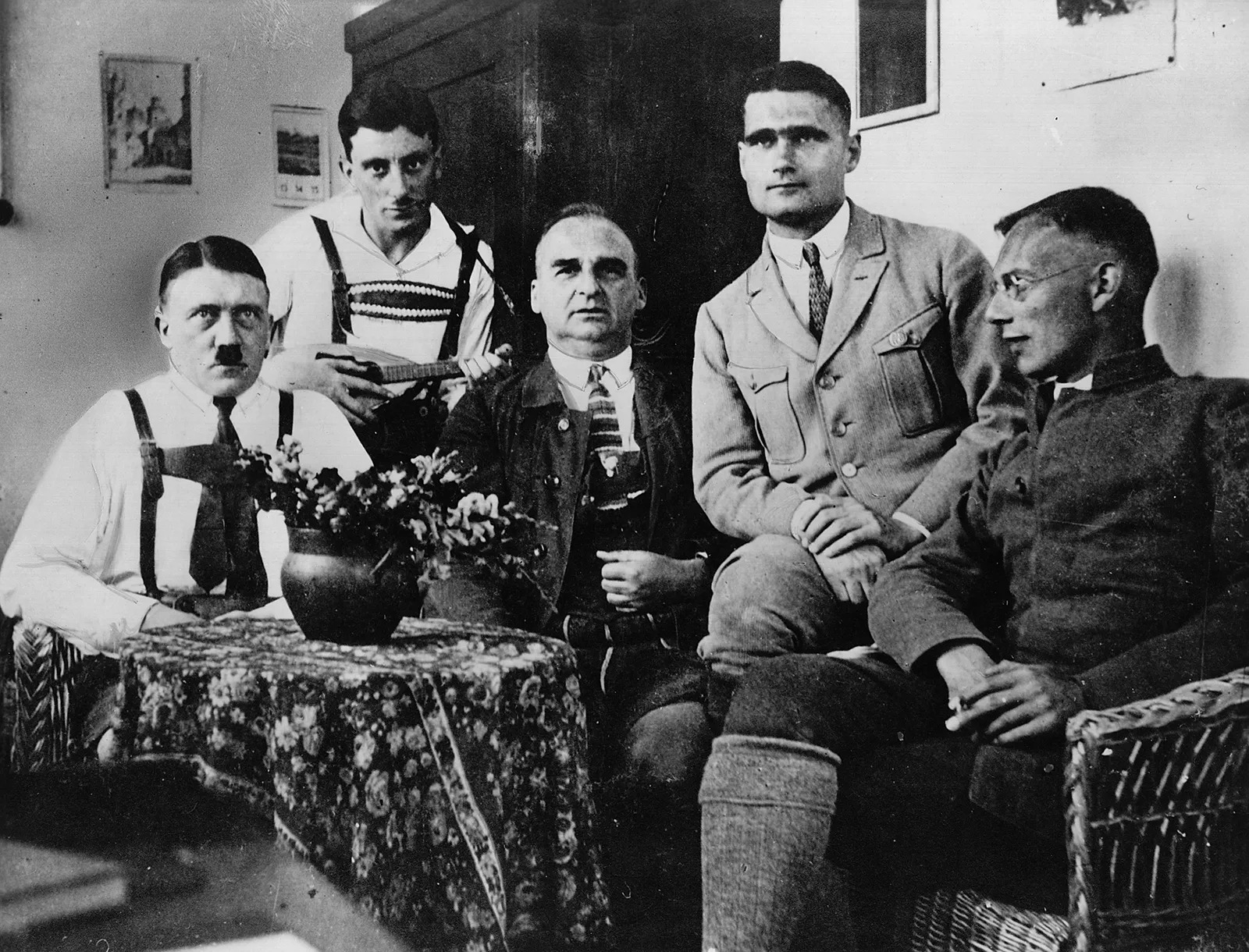
Adolf Hitler, Emil Maurice, Hermann Kriebel, Rudolf Hess e Friedrich Weber na Prisão de Landsberg

Provavelmente, o prisioneiro mais notável em confinamento de fortaleza foi o líder do Partido Nazista Adolf Hitler, o futuro ditador da Alemanha Nazista. Após seu golpe de Estado fracassado, o Putsch da Cervejaria de 1923, ele foi sentenciado por alta traição a cinco anos de confinamento de fortaleza. O julgamento perante o Tribunal do Povo da Baviera (Bayrisches Volksgericht) foi presidido por Georg Neithardt, que tinha visões de extrema-direita e simpatias pelos golpistas.
Hitler começou a cumprir sua pena na Prisão de Landsberg em 1º de abril de 1924 e foi solto antecipadamente – em menos de nove meses – em 20 de dezembro de 1924. Seu confidente Ernst Hanfstaengl descreveu a vida do prisioneiro em termos luxuosos: “Eu entrei em uma delicatessen. Havia frutas e flores, vinho e outras bebidas alcoólicas, presunto, salsichas, bolo, caixas de chocolates e muito mais.” Hitler recebeu mais de 300 visitantes enquanto esteve em confinamento de fortaleza. Ele escreveu a primeira parte de Mein Kampf (“Minha Luta”) enquanto estava preso em Landsberg.
Outros prisioneiros notáveis em confinamento de fortaleza incluem:
- Anton Graf von Arco auf Valley (confinamento de fortaleza na Prisão de Landsberg pelo assassinato de Kurt Eisner)[15]
- August Bebel (confinamento de fortaleza em Hubertusburg por alta traição e lesa-majestade)[16]
- Karl Liebknecht (confinamento de fortaleza em Hubertusburg por alta traição [Processo de alta traição de Leipzig])[16]
- Erich Mühsam (confinamento de fortaleza por sua participação na República Soviética da Baviera)[17]
- Werner von Siemens (confinamento de fortaleza por ter sido padrinho em um duelo)[18]
- Frank Wedekind (confinamento de fortaleza na Fortaleza de Königstein por lesa-majestade)[19]

### Citações
1. 1 2  King 2017, p. 127.
2. 1 2 3 4 5 6 7  Krause 2008, p. 1556.
3. 1 2 3  Gebert 1932, p. 688.
4. ↑  von Tucher 2021, pp. 386, 389.
5. ↑  Rath 2025.
6. ↑  von Tucher 2021, p. 389.
7. ↑  RGBl. 1923 II p. 263.
8. ↑  Gebert 1932, p. 689.
9. 1 2  Gebert 1932, pp. 689–690.
10. ↑  RGBl. 1932 I p. 407.
11. 1 2  Friedmann 2010.
12. 1 2  Springer 2023.
13. ↑  von Tucher 2021, p. 237.
14. 1 2 3  Kratzer 2015.
15. ↑  von Tucher 2021, p. 10.
16. 1 2  Ulrich 2022.
17. ↑  Hirte 2016.
18. ↑  von Siemens 2008, pp. 65–67.
19. ↑  Seul 2011.